# Justicia campechiana
Justicia campechiana är en akantusväxtart. Justicia campechiana ingår i släktet Justicia och familjen akantusväxter.

## Underarter
Arten delas in i följande underarter:
- J. c. campechiana
- J. c. vestita